# Konstandinos Iosifidis
Konstandinos Iosifidis (grec: Κώστας Ιωσηφίδης; 14 de gener de 1952) és un exfutbolista grec de la dècada de 1970.
Fou 51 cops internacional amb la selecció grega.
Pel que fa a clubs, defensà els colors de PAOK FC.

## Palmarès
- Lliga grega de futbol
  - 1975-76, 1984-85
- Copa grega de futbol
  - 1971-72, 1973-74